# Jeff Cameron
Goffredo Scarciofolo, conocido con el pseudónimo de Jeff Cameron (fallecido en 1985), fue un actor italiano. Intervino en películas de géneros como el peplo o el western europeo.

## Biografía
A comienzos de los 60 intervino como especialista y actor en películas de peplo, asumiendo por lo general papeles de gladiador en secuencias de acción. Entre estas películas, obra de realizadores muy representativos del género, figuran: Maciste il gladiatore più forte del mondo de Michele Lupo, Ercole contro Molock de Giorgio Ferroni o Il gladiatore che sfidò l'impero de Domenico Paolella.
Con el declinar del cine mitológico pasa a interpretar papeles en películas del género spaghetti western, entre las que se incluyen: Un fiume di dollari (1966), dirigida por Carlo Lizzani, en el papel de Randall; Ojo por ojo (Oggi a me…… domani a te!) de Tonino Cervi; Prega Dio... e scavati la fossa! (1968), de Edoardo Mulargia, en el papel de Cipriano; Anche per Django le carogne hanno un prezzo (1971), de Luigi Batzella; Nevada Kid (Per una bara piena di dollari) (1971), de Miles Deem y La colt era il suo Dio de Joe D'Amato y Batzella, con el personaje protagonista en esta.
Fue un actor habitual dentro del spaghetti western, entre los personajes que encarnó figura el de Sartana, en dos títulos: Passa Sartana… è l’ombra della tua morte y …E vennere in quattro per uccidere Sartana.
Aparece en un total de 36 títulos hasta 1973, siendo su última película La legge della Camorra de Demofilo Fidani, en la que interpretó a Mike Artesi.
Giovanni Scarciofolo apareció acreditado, además de como Jeff Cameron, como Glen Fortel.

## Filmografía
- 1962: Maciste, il gladiatore più forte del mondo) de Michele Lupo
- 1962: Io Semiramide de Primo Zeglio
- 1963: Ercole contro Molock de Giorgio Ferroni
- 1963: Maciste, l'eroe più grande del mondo de Michele Lupo
- 1964: Gli invincibili dieci gladiatori de Nick Nostro
- 1964: Ercole contro i tiranni di Babilonia de Domenico Paolella
- 1964: Il trionfo dei dieci gladiatori de Nick Nostro
- 1965: Il Vendicatore dei Mayas de Guido Malatesta
- 1965: Sette contro tutti de Michele Lupo
- 1965: Agente 3S3: Passaporto per l'inferno de Sergio Sollima
- 1966: Arizona Colt de Michele Lupo
- 1966: Un fiume di dollari de Carlo Lizzani
- 1966: Sugar Colt de Franco Giraldi
- 1967: La più grande rapina del West
- 1967: Password: Uccidete agente Gordon) de Sergio Grieco
- 1968: Straniero… fatti il segno della Croce!)
- 1968: Ojo por ojo (Oggi a me…… domani a te!) de Tonino Cervi
- 1968: Prega Dio… e scavati la fossa! de Edoardo Mulargia
- 1969: Passa Sartana… è l’ombra della tua morte
- 1969: …E vennere in quattro per uccidere Sartana
- 1971: Giù la testa... hombre
- 1971: Nevada Kid (Per una bara piena di dollari) de  Miles Deem
- 1971: Anche per Django le Carogne hanno un Prezzo de Luigi Batzella
- 1971: I giardini del diavolo de Alfredo Rizzo
- 1971: Quelle sporche anime dannate
- 1972: La colt era il suo Dio de Joe D'Amato y Luigi Batzella
- 1972: Al di là dell'odio
- 1972: Un bounty killer a Trinità
- 1973: La legge della Camorra de Demofilo Fidani